# ラグージー・ボーンスレー
ラグージー・ボーンスレー（Raghuji Bhonsle, 生年不詳 - 1755年2月14日）は、インドのマラーター同盟、ボーンスレー家の当主（在位：1738年あるいは1739年 - 1755年）。

## 生涯

### 幼少期・青年期
ラグージー・ボーンスレーはマラーター王家であるボーンスレー家の一族として生まれた。
その幼少期や青年期についてはあまりよくわかっていない。ただ、ラグージー・ボーンスレーの曾祖父はマラーター王シヴァージーに従いともに戦っていたことが知られ、祖父のパラソージー・ボーンスレーはシャーフー王の即位に尽力した。
1730年、ラグージーはシャーフーに敵対した叔父カンホージーを破って捕えたのち、サーターラーへの牢獄へと入れている。この功績により、シャーフー王より「セーナー・サーヒブ」の称号を与えられ、ベラール、ゴンドワナ、ベンガルなどのチャウタ徴収権も与えられた。

### ナーグプルおよびゴンドワナの征服

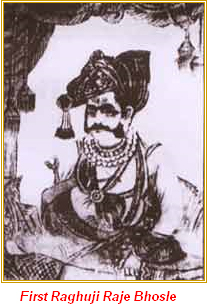
ラグージー・ボーンスレー

1738年あるいは1739年、ゴンドワナ地方（ゴンド族の居住地、ゴンド王国が栄えた）、デーオガル王国の王ラージャ・チャーンド・スルターンが死亡したため、王位をめぐり息子らの間で争いが起こった。王の未亡人はこの内乱に際し、マラーター王国宰相の代理としてボーンスレー家の一員ラグージーに救援を求めた。
その後、同年にラグージーはデーオガル王国へ向かい、その摂政となった。以降のデーオガル王は傀儡となった。
1743年、デーオガル王国で内乱が起こると、ラグージーは最後の王を廃し、ナーグプルの支配を握るに至った。
また、ほかのゴンド王国の目指し、1742年にガルハ王国、1751年にはチャンドラプル王国も征服し、彼の治世にボーンスレー家の領土はゴンドワナ全域を越えて中央インドに一帯に広がっていた。

### 南インドの遠征

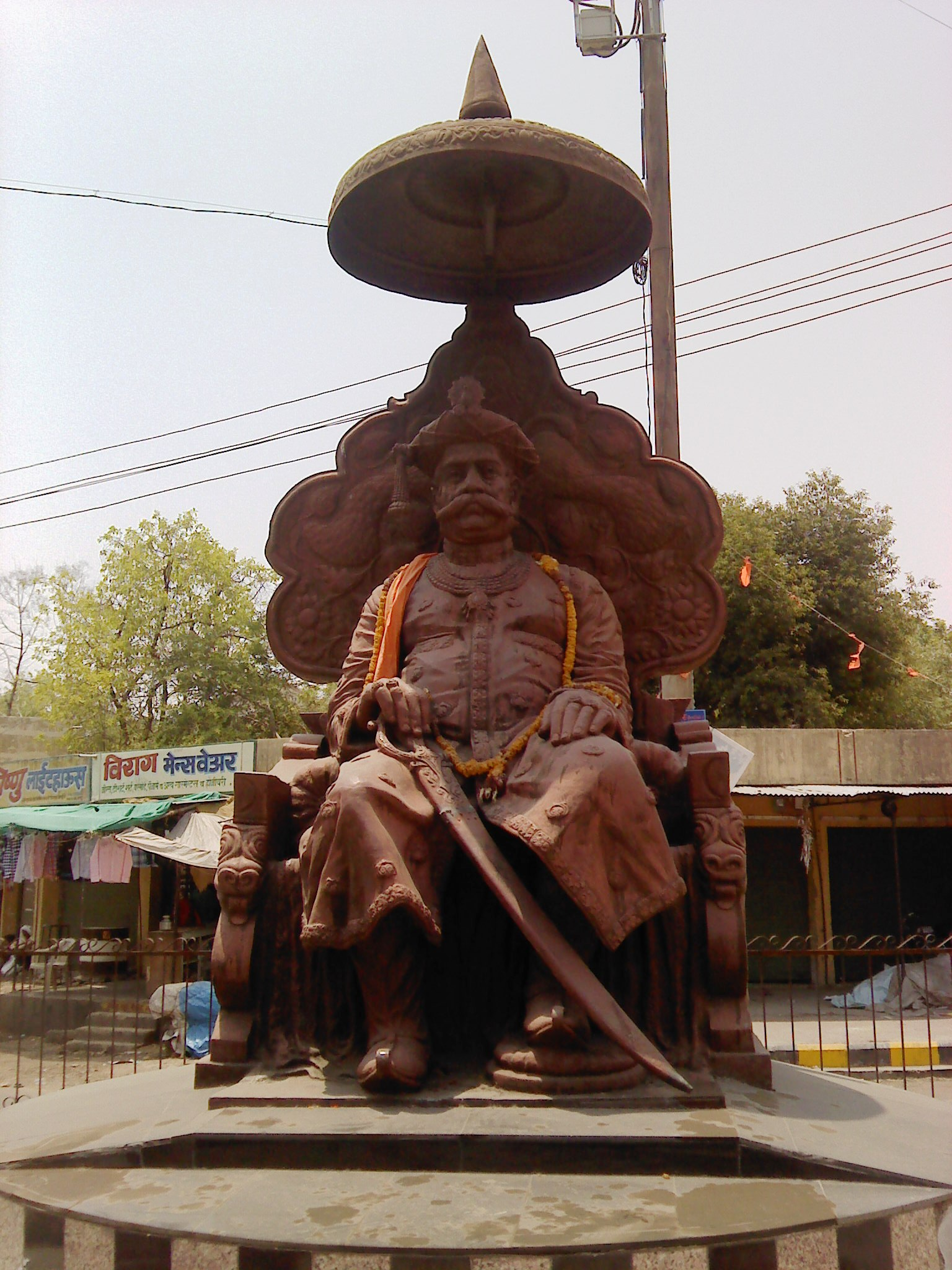
ラグージー・ボーンスレー像（ナーグプル市内）

1739年、タンジャーヴール・マラーター王国がカルナータカ地方政権に攻められた際、その君主シャーフージー2世はマラーター王国の首都サーターラーへと援軍の派遣を要請した。
1740年、ラグージーはマラーター王国からの要請により、4月にはカルナータカ地方政権の領土に攻め入り、5月にその首都アルコット近郊で太守ドースト・アリー・ハーンを殺害した（ダーマルチェルヴの戦い）。
ドースト・アリー・ハーンの死後、ラグージーはアルコットを占領したが、息子のサフダル・アリー・ハーンと娘婿のチャンダー・サーヒブが太守位をめぐり争いを起こした。彼はこの内乱において、サフダル・アリー・ハーンに味方し、11月に彼を即位させた。
その後、タンジャーヴール・マラーター王プラタープ・シングの要請により、1741年にチャンダー・サーヒブの逃げ込んだティルチラーパッリを包囲し（ティルチラーパッリ包囲戦）、チャンダー・サーヒブをマラーター本国へと送還した。

### ベンガルに対する遠征
1741年3月、オリッサ太守ルスタム・ジャングがベンガル太守アリーヴァルディー・ハーンに敗れ、オリッサを奪われた。その後、ルスタム・ジャングはラグージーに援助を求めた。
これにより、ボーンスレー家は毎年のようにベンガル太守の支配していたベンガル、ビハール、オリッサを襲撃し、滅ばない程度にこの地方の豊かな物資を奪い続けた（マラーターのベンガル遠征）。
同年12月、王国宰相バーラージー・バージー・ラーオはベンガルに触手を伸ばす形で、同地方に向けて遠征を行った。だが、ラグージー・ボーンスレーはベンガルを自己の行動範囲と見なしていたので、両者の間に争いが起こった。バーラージー・バージー・ラーオはヴァーラーナシー・ガヤーなどヒンドゥーの聖地を訪れ、聖地巡礼もかねて遠征を行った。
結局、この争いはマラーター王シャーフーによってサーターラーで調停が行われ、1743年8月31日にベンガルはラグージー・ボーンスレーの活動範囲とされた。
1751年5月、ラグージーがベンガル太守が講和条約を結んだとき、ボーンスレー家はベンガル地方とオリッサ地方のチャウタ支払いを獲得した。
その後すぐ、条約を無視してオリッサを併合し、この地方はボーンスレー家の領土となった。
このように、ラグージーの治世に、ボーンスレー家は広大な版図を領し、マラーター同盟を構成する有力諸侯の一つとなっていた。

### 死
1755年2月14日、ラグージーは死亡し、息子のジャーノージー・ボーンスレーが後を継いだ。